# Liu Kunyi
Liu Kunyi (ur. 21 stycznia 1830, zm. 6 października 1902) – chiński polityk i wojskowy, jedna z najważniejszych osobistości w środowisku urzędniczym schyłkowego okresu Qing.
Pochodził z Xinning w prowincji Hunan, o jego wczesnym życiu niewiele wiadomo. Z powodzeniem zdał egzaminy urzędnicze, następnie w czasie powstania tajpingów zaciągnął się do armii rządowej tłumiącej rebelię, odznaczając się zasługami bojowymi. W 1865 roku został mianowany na stanowisko gubernatora Jiangxi, które piastował do 1874 roku, znacznie przyczyniając się do odbudowy prowincji ze zniszczeń wojennych. W następnych latach był gubernatorem generalnym Liangguang (1875-1880) i Liangjiang (1880-1882). Prowadził umiarkowaną politykę reformatorską, doprowadzając do ujednolicenia stawek podatkowych, ograniczenia podatku lijin i demobilizacji nadmiarowych oddziałów milicyjnych. Zwalczał przemyt soli, działał na rzecz budowy arsenałów i stoczni, modernizacji floty oraz uzbrojenia chińskich oddziałów w broń palną. Był przeciwnikiem wprowadzenia w Chinach kolei żelaznej i telegrafu.
Jako doradca rządu w sprawach polityki zagranicznej, Liu działał na rzecz utrzymania dobrych relacji z mocarstwami zachodnimi. Na podległych sobie terenach zwalczał wystąpienia antychrześcijańskie. W trakcie wojny chińsko-japońskiej (1894-1895) dowodził oddziałami operującymi w okolicy Shanhaiguan. Podpisanie traktatu z Shimonoseki uznał za zdradę narodową, nalegając na kontynuowanie działań wojennych; próbował nawet na własną rękę wspomóc antyjapoński ruch oporu na Tajwanie.
W czasie powstania bokserów nie podporządkował się wydanemu w Pekinie rozkazowi wystąpienia przeciw cudzoziemcom i wraz z Li Hongzhangiem oraz Zhang Zhidongiem stłumił ruch powstańczy na obszarze południowych Chin. Po upadku powstania stał się jednym z najważniejszych zwolenników zainicjowanego przez cesarzową wdowę Cixi ruchu reformistycznego. 